# Drzewa ziarnkowe
Drzewa ziarnkowe – grupa roślin sadowniczych, których owocem jest owoc jabłkowaty. Do drzew ziarnkowych w Polsce zalicza się jabłoń, gruszę i pigwę. Drzewa te wykazują pewne wspólne cechy i podobne wymagania w zakresie pielęgnacji, nawożenia itp. Nazwa ta ma znaczenie również w fitopatologii, niektóre bowiem choroby roślin są wspólne dla różnych gatunków drzew ziarnkowych, np. brunatna zgnilizna drzew ziarnkowych.
Pozostałe grupy roślin sadowniczych to drzewa pestkowe i rośliny jagodowe.